# Horn af Björneborg
Horn af Björneborg var en grevlig ätt.
Ätten är första delen av huvudgrenen av Hornätten, en svensk-finländsk frälseätt känd sedan 11 februari 1381.
Stamfader för Hornätten är Olof Mattsson till Åminne, Halikko, som nämndes 1381. En av hans söner, Matts Olofsson, var domprost i Uppsala, och en annan, Henrik Olofsson erhöll frälsebrev av Erik av Pommern 1407. Från Klas Henriksson till Åminne (död 1520) härstammar senare grenar av Hornätten. En son till denne,  Henrik Klasson Horn af Kanckas (1512–1595), hade sonen Karl Henriksson Horn af Kanckas (1550–1601) som blev far till Gustaf Horn af Björneborg (1592–1657).
Riksrådet och fältmarskalken Gustaf Carlsson Horn upphöjdes i grevlig värdighet den 26 mars 1651 på Stockholms slott av drottning Kristina med Björneborg i Finland som grevskap,och introducerades den 15 oktober 1652  med namnet Horn af Björneborg under nummer 9, men ätten utslocknade med honom själv på svärdssidan den 10 maj 1657.

## Vapenbeskrivning
Hornvapnet är likt det tidigare tillhörande frälsesläkten vapen som är belagt från ett sigill för Olof Mattson. Namnet Horn antogs efter vapenbilden under det efterföljande seklet. Oxhorn är en symbol för styrka som en oxe har.
Huvudskölden är delade fyra fält. Första fältet högst upp på dexter sida består av en fyrkantig mindre befästningsverk (redutt) med en uppstående vit fana i ett blått fält enligt sköldebrevet. Fältet under består av en björn som står på bakfötterna med en krona på huvudet och med den vänstra framfoten håller ett draget svärd över sin högra axel, därtill en stjärna på vardera sida. Björn är Satakundas landskapsvapen men en viss omtolkning. Fältet högst upp på sinister sida är också en björn med ett förgyllt halsband stående och klivande på en stege i ett vitt fält. Fältet under är två korsvis röda banderoller i ett blått fält. Hjälmprydnaden på dextersidan har åtta fanor av röd och blå färg och på sinister sida en uppstigande beväpnad karl som håller en kommandostav (Regementz Staff)

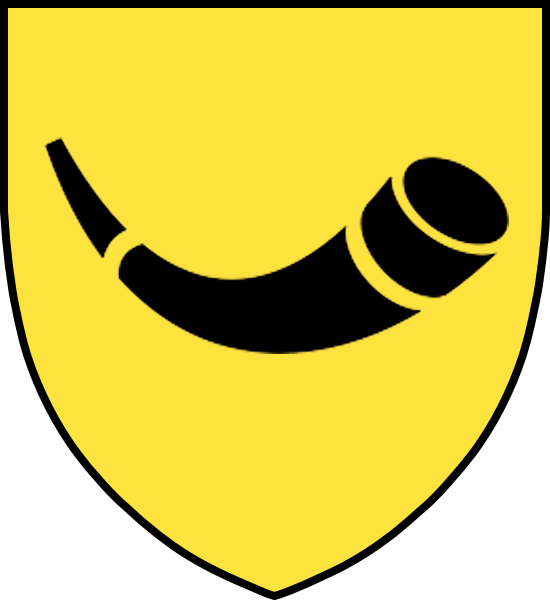
Sköldmärke.

## Några personer ur grenen Horn af Björneborg
- Gustaf Horn af Björneborg (1592–1657), greve till Björneborg 1651
  - Agneta Horn af Björneborg (1629–1672)
  - Axel Horn af Björneborg (1630–1631)